# Jesús Hernández Mesas
Jesús Hernández Mesas (Madrid, España, 29 de diciembre de 2003), más conocido como Jesús Hernández, es un futbolista español que juega como defensa central en el Fútbol Club Cartagena de la Segunda División.

## Trayectoria
Nacido en Madrid, se formó en equipos madrileños como el CD Colmenar de Oreja y el CD Sitio de Aranjuez. 
El 10 de enero de 2024, firma por el Real Murcia Imperial Club de Fútbol de la Tercera Federación, con el que disputa 19 partidos, incluyendo los 4 del playoff de ascenso.
El 10 de julio de 2024, firma por el Fútbol Club Cartagena "B" de la Tercera Federación.
El 14 de diciembre de 2024, hace su debut con el Fútbol Club Cartagena en la Segunda División,  en un encuentro frente al CD Castellón que acabaría por derrota por cuatro a uno.

## Clubes
| Club                                | País   | Año       | Partidos (Goles) |
| ----------------------------------- | ------ | --------- | ---------------- |
| Real Murcia Imperial Club de Fútbol | España | 2024      | 19               |
| Fútbol Club Cartagena "B"           | España | 2024-act. |                  |
| FC Cartagena                        | España | 2024-act  | 1                |